# Simeon Simeonov
Simeon Simeonov (bulharskou cyrilicí Симеон Иванов Симеонов; 26. března 1946 Sofie – 2. listopadu 2000) byl bulharský fotbalový brankář. V roce 1968 byl vyhlášen bulharským fotbalistou roku.

## Fotbalová kariéra
Na Mistrovství světa ve fotbale 1966 nastoupil v 1 utkání, na Mistrovství světa ve fotbale 1970 nastoupil ve 2 utkáních a na Mistrovství světa ve fotbale 1974 zůstal jen mezi náhradníky. Celkem za bulharskou reprezentaci nastoupil v letech 1964-1974 v 34 utkáních. V bulharské lize hrál za Slavii Sofia a CSKA Sofia, nastoupil celkem ve 184 ligových utkáních. V letech 1966 a 1974 vyhrál bulharský pohár. V Poháru mistrů evropských zemí nastoupil ve 2 utkáních, v Poháru vítězů pohárů nastoupil ve 12 utkáních a v Poháru UEFA nastoupil ve 4 utkáních.

## Ligová bilance
| Ročník                              | Zápasy | Góly | Klub         |
| ----------------------------------- | ------ | ---- | ------------ |
| 1. bulharská fotbalová liga 1964/65 | -      | -    | Slavia Sofia |
| 1. bulharská fotbalová liga 1965/66 | -      | -    | Slavia Sofia |
| 1. bulharská fotbalová liga 1966/67 | -      | -    | Slavia Sofia |
| 1. bulharská fotbalová liga 1967/68 | -      | -    | Slavia Sofia |
| 1. bulharská fotbalová liga 1968/69 | -      | -    | Slavia Sofia |
| 1. bulharská fotbalová liga 1969/70 | -      | -    | Slavia Sofia |
| 1. bulharská fotbalová liga 1970/71 | -      | -    | Slavia Sofia |
| 1. bulharská fotbalová liga 1971/72 | -      | -    | Slavia Sofia |
| 1. bulharská fotbalová liga 1972/73 | -      | -    | Slavia Sofia |
| 1. bulharská fotbalová liga 1973/74 | 9      | 0    | CSKA Sofia   |
| CELKEM 1. liga                      | 184    | 0    |              |